# Šri Aurobindo

Duh će gledati kroz materijin pogled.
I materija će otkriti lice duha.

Šri Aurobindo (rođen Aurobindo Gose; 15. avgust 1872. – 5. december 1950) bio je indijski filozof, joga, guru, pesnik, i nacionalista. On se pridružio indijskom pokretu za nezavisnost od britanske vladavine. Jedno vreme je bio jedan od njegovih uticajnih vođa, a zatim je postao duhovni reformator, uvodeći svoje vizije o ljudskom napretku i duhovnoj evoluciji.
Aurobindo je studirao za indijsku državnu službu na Kingovom koledžu u Kembridžu u Engleskoj. Nakon povratka u Indiju, radio je u raznim državnim službama pod maharadžom kneževske države Baroda i sve se više uključivao u nacionalističku politiku, i rastući revolucionarni pokret u Bengalu. On je uhapšen nakon više bombaških dejstava povezanih sa njegovom organizacijom, ali je na veoma javnom suđenju gde se suočio sa optužbama za veleizdaju, Aurobindo jedino mogao biti osuđen i zatvoren zbog pisanja članaka protiv britanske vladavine u Indiji. On je pušten nakon što nisu mogli biti dostavljeni dokazi, zbog ubistva svedoka optužbe, Narendranata Gosvamija tokom suđenja. Tokom boravka u zatvoru imao je mistična i duhovna iskustva, nakon čega je prešao u Pondišeri, napustivši politiku zarad duhovnog rada.
Tokom boravka u Pondišeriju, Šri Aurobindo je razvio metodu duhovne prakse koju je nazvao integralna joga. Centralna tema njegove vizije bila je evolucija ljudskog života u životno božanstvo. On je verovao u duhovnu spoznaju koja ne samo da oslobođa čoveka, već je preobrađava njegovu prirodu, omogućavajući božanski život na zemlji. Godine 1926, uz pomoć svog duhovnog saradnika, Mira Alfasa (zvanog „Majka”), osnovao je Šri Aurobindo Ašram.
Njegova glavna književna dela su Život Božanski, koje se bavi teorijskim aspektima integralne joge; Sinteza joge koja se bavi praktičnim smernicama za integralnu jogu; i Savitri: Legenda i simbol, epska pesma.

## Biografija

### Detinjstvo i mladost
Aurobindo Gose je rođen u Kolkati, Bengalska prezidencija, Indija dana 15. avgusta 1872 u bengalskoj kajastskoj familiji koja je bila asocirana sa selom Konagar u okrugu Hugli. Njegov otac, Krišna Dun Gose, tada je bio pomoćnik hirurga iz Rangpura u Bengalu, i bivši član pokreta religiozne reforme Brahmo Samaj, koji je bio pobornik u to vreme nove ideju evolucije, s kojom se susreo dok je studirao medicinu u Edinburgu. Njegova majka je bila Svarnalata Devi, čiji je otac bio Šri Rajnarajan Bose, vodeća ličnost Samaja. Ona je bila poslata je u zdravije okruženje Kalkute tokom Aurobindovog rođenja. Aurobindo je imao starijeg brata i sestru, Benojbusana i Manmohan, mlađu sestru, Sarojini i mlađeg brata, Barindrakumara (koji je takođe nazivan Barin).
Mladi Aurobindo je odgojen govoreći engleskim jezikom, ali je koristio hindustanski da komunicira sa slugama. Iako je njegova porodica bila bengalska, njegov otac je verovao da je britanska kultura bila superiorna. On i njegov stariji brat i sestra poslati su u internat Loredo haus u Darjilingu u Zapadnom Bengalu, gde se govorilo engleskim jezikom, delom kako bi poboljšali svoje jezičke veštine, a delom da bi se distancirali od majke, koja je razvila mentalno obolenje ubrzo nakon rođenja prvog deteta. Darjiling je bio centar britanskog života u Indiji, a školom su upravljale irske monahinje, preko kojih su dečaci bili izloženi hrišćanskim verskim učenjima i simbolizmu.

### Engleska (1879–1893)
Kriša Dan Gose je želeo da njegovi sinovi uđu u Indijsku državnu službu (ICS), elitnu organizaciju koja se sastoji od oko 1000 ljudi. Da bi se to postiglo, bilo je neophodno da studiraju u Engleskoj i tako se cela porodica preselila tamo 1879. godine. Tri brata su stavljena na staranje prečasnog V. H. Dreveta u Mančesteru. Drevet je bio ministar Kongregacijske crkve koga je Krišna Dun Gose poznavao preko svojih britanskih prijatelja u Rangpuru.

## Napomene
1. ↑  Aurobindo described his father as a "tremendous atheist" but Thakur calls him an agnostic and Heehs believes that he followed his own coda.[6][7]
2. ↑  Krishna Dhun Ghose returned to India soon after, leaving his wife in the care of a physician in London. Barindra was born in England in January 1880.[10]
3. ↑  While in Manchester, the Ghose brothers lived first at 84 Shakespeare Street and then, by the time of the 1881 census, at 29 York Place, Chorlton-on-Medlock. Aurobindo was recorded in the census as Aravinda Ghose, as he was also by the University of Cambridge.[12][13][14]

## Literatura
- Census Returns of England and Wales, Kew, England: The National Archives of the UK: Public Record Office, 1881, Class: RG11; Piece: 3918; Folio: 15; Page: 23; GSU roll: 1341936
- Thorpe, Edgar (2010), The Pearson General Knowledge Manual, New Delhi: Dorling kindersley Pvt ltd
- Anon, Aurobindo, Sri (1872–1950), English Heritage, Приступљено 18. 8. 2012
- Aurobindo, Sri (2005), The Life Divine, Pondicherry: Lotus press, ISBN 978-0-941524-61-2, Архивирано из оригинала 20. 10. 2017. г., Приступљено 12. 12. 2019
- „Ghose, Aravinda Acroyd (GHS890AA)”. Кембриџ база података алумниста. Универзитет у Кембриџу.
- Aurobindo, Sri (2006), Autobiographical Notes and Other Writings of Historical Interest, Sri Aurobindo Ashram Publication Department, Архивирано из оригинала 26. 06. 2012. г., Приступљено 12. 12. 2019
- Dua, Shyam, ур. (2005), The Luminous Life of Sri Chinmoy: An Authorized Biography, Tiny Tot Publications, ISBN 978-81-304-0221-5
- Heehs, Peter (2008), The Lives of Sri Aurobindo, Columbia University Press, ISBN 978-0-231-14098-0
- Huchzermeyer, Wilfried (2016), Sri Aurobindo and European Philosophy, Prisma, Auroville, ISBN 978-81-928152-9-9
- Jones, Constance; Ryan, James D., ур. (2007), Encyclopedia of Hinduism, Facts on File, ISBN 978-0-8160-5458-9
- Kripal, Jeffery John (2007), Esalen: America and the Religion of No Religion, Chicago, USA: University of Chicago press, ISBN 978-0-226-45369-9
- Lorenzo, David J. (1999), Tradition and the Rhetoric of Right: Popular Political Argument in the Aurobindo Movement, London: Associated University Presses, ISBN 978-0-8386-3815-6
- McDermott, Robert A. (1994), Essential Aurobindo, SteinerBooks, ISBN 978-0-940262-22-5
- Nirodbaran (1973), Twelve years with Sri Aurobindo, Pondicherry: Sri Aurobindo Ashram
- O'Mahony, John (29. 9. 2001), „The Sound of Discord”, The Guardian, London
- Satprem (1982), The Mind of the Cells, New York, NY: Institute for Evolutionary Research, ISBN 978-0-938710-06-6
- Thakur, Bimal Narayan (2004), Poetic Plays of Sri Aurobindo, Northern Book Centre, ISBN 978-81-7211-181-6
- Yadav, Saryug (2007), „Sri Aurobindo's Life, Mind and Art”,  Ур.: Barbuddhe, Satish, Indian Literature in English: Critical Views, Sarup and Sons
- Wilber, Ken (1980). The Atman project:a transpersonal view of human development. The Theosophical publishing house. ISBN 9780835605328.
- Sharma, Ram Nath (1991), Sri Aurobindo's Philosophy of Social Development, Atlantic Publishers
- Iyengar, K. R. Srinivasa (1985) [1945]. Sri Aurobindo: a biography and a history. Sri Aurobindo International Centre of Education. (2 volumes, 1945) – written in a hagiographical style
- Kallury, Syamala (1989). Symbolism in the Poetry of Sri Aurobindo. Abhinav Publications. ISBN 978-81-7017-257-4.
- Kitaeff, Richard. „Sri Aurobindo”. Nouvelles Clés (62): 58—61.
- Mehrotra, Arvind Krishna (2003). A History of Indian Literature in English. Columbia University Press. ISBN 978-0-231-12810-0.
- Mishra, Manoj Kumar (2004). Young Aurobindo's Vision: The Viziers of Bassora. Bareilly: Prakash Book Depot. Архивирано из оригинала 12. 12. 2019. г. Приступљено 12. 12. 2019.
- Mukherjee, Prithwindra (2000). Sri Aurobindo. Paris: Desclée de Brouwer.
- Satprem (1968). Sri Aurobindo, or the Adventure of Consciousness. Pondicherry, India: Sri Aurobindo Ashram Press.
- K. D. Sethna, Vision and Work of Sri Aurobindo
- Singh, Ramdhari (2008). Sri Aurobindo: Meri Drishti Mein. New Delhi: Lokbharti Prakashan.
- van Vrekhem, Georges (1999). Beyond Man – The Life and Work of Sri Aurobindo and The Mother. New Delhi: HarperCollins. ISBN 978-81-7223-327-3.
- Raychaudhuri, Girijashankar.....Sri Aurobindo O Banglar Swadeshi Joog (published 1956)...this book was serially published in the journal Udbodhan and read out to Sri Aurobindo in Pondicherry while he was still alive......Sri Aurobindo commented, " he will snatch away smile from my face"
- Ghose, Aurobindo, Nahar, S., & Institut de recherches évolutives. (2000). India's rebirth: A selection from Sri Aurobindo's writing, talks and speeches Paris: Institut de recherches évolutives.

## Spoljašnje veze
- Zvanični veb-sajt Sri Aurobindo Ashram
- Šri Aurobindo na veb-sajtu  (језик: енглески)
- Šri Aurobindo на сајту Internet Archive (језик: енглески)